# ۴۸ ساعت دیگر
۴۸ ساعت دیگر (انگلیسی: Another 48 Hrs.) فیلمی به کارگردانی والتر هیل، نویسندگی ادی مورفی و تهیه‌کنندگی لارنس گوردون و رابرت دی. واچز محصول سال ۱۹۹۰ میلادی است.

## خلاصه داستان
در چهار سال گذشته، جک کیتس، پلیس سانفرانسیسکو، به‌دنبال فروشندهٔ مواد مخدری بوده که هیچ‌کس نمی‌تواند او را پیدا کند…